# Rynek właściwy
Rynek właściwy – pojęcie prawa konkurencji mające na celu zidentyfikowanie oraz określenie ograniczeń konkurencji między przedsiębiorstwami. Polega ono na zidentyfikowaniu konkurentów danego przedsiębiorstwa, którzy są w stanie zakłócić jego zachowanie oraz uniemożliwiają mu zachowanie w sposób niezależny od skutecznej presji konkurencyjnej.
W prawie polskim według ustawy o ochronie konkurencji i konsumentów jest to rynek towarów, które ze względu na ich przeznaczenie, cenę oraz właściwości, w tym jakość, są uznawane przez ich nabywców za substytuty oraz są oferowane na obszarze, na którym, ze względu na ich rodzaj i właściwości, istnienie barier dostępu do rynku, preferencje konsumentów, znaczące różnice cen i koszty transportu, panują zbliżone warunki konkurencji
Pojęcie rynku właściwego różni się od definicji rynku używanych w innych kontekstach. Na przykład przedsiębiorstwa często używają pojęcia rynek do określenia obszaru, gdzie sprzedają swoje produkty lub określania szeroko branży lub sektora, do którego należą.
Pojęcie rynku właściwego definiuje się w trzech wymiarach:
- w wymiarze asortymentowym (rynek właściwy asortymentowy)
- w wymiarze geograficznym (rynek właściwy geograficzny)
- w wymiarze czasowym (rynek właściwy czasowo)

## Właściwy rynek asortymentowy
Właściwy rynek asortymentowy składa się z wszystkich tych produktów lub usług, które uważane są za zamienne lub za substytuty przez konsumenta, ze względu na właściwości produktów, ich ceny i ich zamierzone stosowanie.
Właściwy rynek asortymentowy wyznaczany jest w oparciu o następujące trzy kryteria:
- substytucyjność popytu,
- substytucyjność podaży
- potencjalna konkurencja.

Ocena substytucyjności popytu polega na określeniu zakresu produktów, które są postrzegane przez konsumenta jako substytuty. Produkty takie należą do tego samego rynku właściwego asortymentowego. Jednym ze sposobów przeprowadzania takiego oznaczenia pozostaje doświadczenie oparte na przypuszczeniach, zakładające hipotetycznie drobną, stałą zmianę w cenach względnych oraz oceniające przypuszczalne reakcje klientów na taki wzrost. Praktycznym przykładem takiego badania może być odpowiedź na pytanie czy różne smaki napojów bezalkoholowych należą do tego samego rynku. Pytaniem, jakie należy w takiej sytuacji zadać jest, czy konsumenci smaku A przestawią się na spożywanie innych smaków w związku ze stałym wzrostem cen od 5 do 10% dla smaku A. Jeśli odpowiednia ilość konsumentów przestawi się przykładowo na smak B, w takim rozmiarze, że wzrost cen w odniesieniu do smaku A nie będzie przynosił zysku ze względu na spadek ilości sprzedaży, wówczas rynek właściwy asortymentowy musi obejmować przynajmniej smaki A oraz B. Ponadto, proces analizy rynku asortymentowego musiałby zostać rozszerzony na inne dostępne smaki do momentu aż asortyment produktów zostanie określony w taki sposób, że wzrost cen nie pociągnąłby za sobą odpowiedniej substytucji w popycie.
Substytucyjność podaży oznacza, że dostawcy są w stanie przestawić produkcję na odpowiednie produkty oraz obrót nimi w krótkim okresie bez występujących dodatkowych znacznych kosztów lub zagrożeń, w odpowiedzi na małe, ale stałe zmiany cen względnych. Przykładowo istnieje wiele różnych gatunków papieru, począwszy od standardowego papieru do pisania do papierów wysokiej jakości, które są wykorzystywane w publikacji książek na temat sztuki. Z punktu widzenia popytu, różne gatunki papieru nie są dobrymi substytutami, np. książka na temat sztuki lub inna publikacja wysokiej jakości nie może być wydana na papierze niskiej jakości. Jednak zakłady papiernicze zazwyczaj są przygotowane do wytwarzania różnych gatunków papieru, a produkcja może zostać dostosowana niewielkimi kosztami oraz w ramach krótkiego czasu. W sytuacji, gdy nie występują szczególne trudności w dystrybucji, wytwórcy papieru są z tego względu w stanie konkurować ze sobą o zamówienia na różne gatunki, w szczególności jeśli zamówienia są złożone odpowiednio wcześniej w celu umożliwienia modyfikacji planów produkcyjnych. W takich okolicznościach, za względu na substytucyjność podaży nie należy definiować odrębnego rynku dla każdego gatunku papieru oraz jego odpowiedniego wykorzystania.

## Właściwy rynek geograficzny
Właściwy rynek geograficzny obejmuje obszar, na którym dane przedsiębiorstwa uczestniczą w podaży i popycie na produkty lub usługi, na którym warunki konkurencji są wystarczająco jednorodne, oraz który może zostać odróżniony od sąsiadujących obszarów ze względu na to, że warunki konkurencji na tym obszarze znacznie się różnią.